# Archipel de Lamu
Pour les articles homonymes, voir Lamu.
L’archipel de Lamu (visiwa cha Lamu en swahili) est un archipel de l’océan Indien situé sur la « côte Nord » du Kenya et proche de la frontière somalienne. Il fait partie du comté de Lamu et sa principale localité est Lamu dont la vieille ville est classée au patrimoine mondial de l’UNESCO depuis 2001.
Formé par l'accrétion sédimentaire de plusieurs cours d'eau, dont le Dodori et le Duldul, il est composé d'une cinquantaine d'îles et îlots pour la plupart inhabités et s'étend sur une superficie d'environ 595 km2. Les trois plus grandes îles, par ordre décroissant, sont Pate, Manda et Lamu. Parmi les autres îles, il faut citer Kiwayu et Ndau, qui sont, hormis les trois précédentes, les seules habitées en permanence ainsi que Uvondo, Shindambwe, Ndau Pate et Manda Toto.

## Description et aperçu historique
L’archipel possède quelques sites archéologiques et historiques notables comme Takwa et la ville de Manda, tous deux sur l’île de Manda, et Shanga sur l’île de Pate. Des fouilles récentes ont apporté de nouveaux éclairages sur l’histoire et la culture swahilie. L’histoire de l’archipel est liée au commerce avec les marchands arabes et portugais qui fréquentaient l’océan Indien. L’archipel aurait été abordé par la flotte chinoise de Zheng He, qui atteignit Mombasa en 1415 mais aucune preuve ne permet d’attester cette visite.
La langue de l'île de Lamu-même est le kiamu. Elle a contribué à la création du socle classique de la littérature swahilie à partir du XIXe siècle.
L'archipel est considéré comme l'un des berceaux de la culture swahilie. Il risque cependant d'être influencé par la réalisation sur l'île de Manda du projet du grand port de Lamu (ou Lamu Megaport). Il s'agirait d'un terminal d'oléoducs, d'une nouvelle voie ferrée et d'une autoroute, gigantesque port d'exportation du pétrole ougandais et sud-soudanais et principal port à conteneurs de l'Afrique de l'Est, concurrençant Mombasa.

## Les mosquées de l'archipel de Lamu
Depuis des siècles, la côte swahili de l'Afrique de l'Est est un carrefour culturel. Les mosquées, qui sont au cœur de la vie religieuse de la région, témoignent de ce riche héritage. Leur architecture reflète non seulement les traditions islamiques, mais aussi les influences artistiques des différents partenaires commerciaux. Cela est particulièrement évident dans la conception du mihrab, la niche de prière d'importance symbolique au sein d'une mosquée.
Les 18e et 19e siècles ont été une période de changements importants sur la côte swahili, en particulier dans l'archipel de Lamu. L'ascension de Pate en tant que force politique majeure, défiant le contrôle portugais sur Mombasa, aurait été le catalyseur d'un style prononcé de "nouveau mihrab swahili". Cet essai met en lumière l'évolution de ce style unique et examine ses principales caractéristiques, les influences qui l'ont façonné et des exemples éminents.
Cette période a été marquée par une forte augmentation du nombre de mosquées. Entre 1750 et 1820, 22 mosquées ont été construites à Lamu ville et 12 à Pate. Un nouveau style de mihrab (niche de prière) a été développé, caractérisé par deux éléments clés : une utilisation prononcée du stuc pour la décoration et l'adoption de l'arc trilobé.
L'arc trilobé, une construction plus élaborée que l'arc brisé utilisé auparavant, est apparu au XVIIe siècle sous l'influence des marchands indiens. A la fin du 18ème siècle, cette forme avait évolué vers un design polygame. Les techniques de construction des arcs mihrab consistaient en des blocs de corail liés au mortier, recouverts d'une épaisse couche de stuc et surmontés d'arcs en ogive avec une saillie centrale.
La décoration jouait un rôle important dans le nouveau style. Les tympans, les zones en creux au-dessus de l'arc, poursuivaient la tradition de la céramique incrustée telle qu'on la voyait à Pate. Cependant, le matériau utilisé pour la bosse centrale a changé, passant du corail au stuc. Le cadre du mihrab lui-même était décoré de panneaux de stuc avec des motifs géométriques. L'intérieur de l'abside du mihrab était décoré de moulures triangulaires en stuc, tandis que la voûte de la demi-coupole présentait une surface cannelée.
Des exemples de ce style sont un mihrab à Lamu avec une inscription datant de 1753 et des mihrab à Simambaya et Utondwe (Tanzanie) datant respectivement de 1796 et 1782. Il est intéressant de noter que les mosquées omanaises construites à cette époque présentaient une forte ressemblance avec les modèles swahilis, avec des encorbellements parallèles au mur de la qibla et un mihrab en saillie. La mosquée omanaise Simambaya, construite entre 1725 et 1765, est un exemple de cette similitude.
Un exemple plus tardif, la mosquée Swahili Wa Deule à Shela (Lamu), construite en 1848 selon une inscription dans le mihrab, montre l'utilisation continue du triptyque. Ce mihrab particulier était encadré par des moulures semi-circulaires et décoré de panneaux aux motifs floraux et géométriques.
L'influence de facteurs externes est également évidente dans cette évolution architecturale. La floraison de ce nouveau style trouve des parallèles dans les mosquées yéménites, notamment à Surat, où les mihrabs aux arcs trilobés finement sculptés indiquent une relation économique croissante avec l'Inde. La mosquée Ndia Kuu de Mombasa, fouillée en 1985, souligne cette influence extérieure. Cette mosquée du XVIIe siècle, probablement utilisée par des mercenaires indiens et pakistanais, avait un plan carré, un petit mihrab orné de volutes et d'arcades aveugles de style indien, et deux petites colonnes flanquant la saillie du mihrab.
En résumé, les XVIIIe et XIXe siècles ont connu un changement dynamique dans la conception des mihrabs des mosquées de l'archipel de Lamu. L'émergence du parrainage, les paysages politiques changeants et les influences extérieures de l'Inde et d'Oman ont contribué au développement d'un 'style Lamu' distinct, caractérisé par l'adoption généralisée de l'arc trilobé et l'utilisation de décorations en stuc.

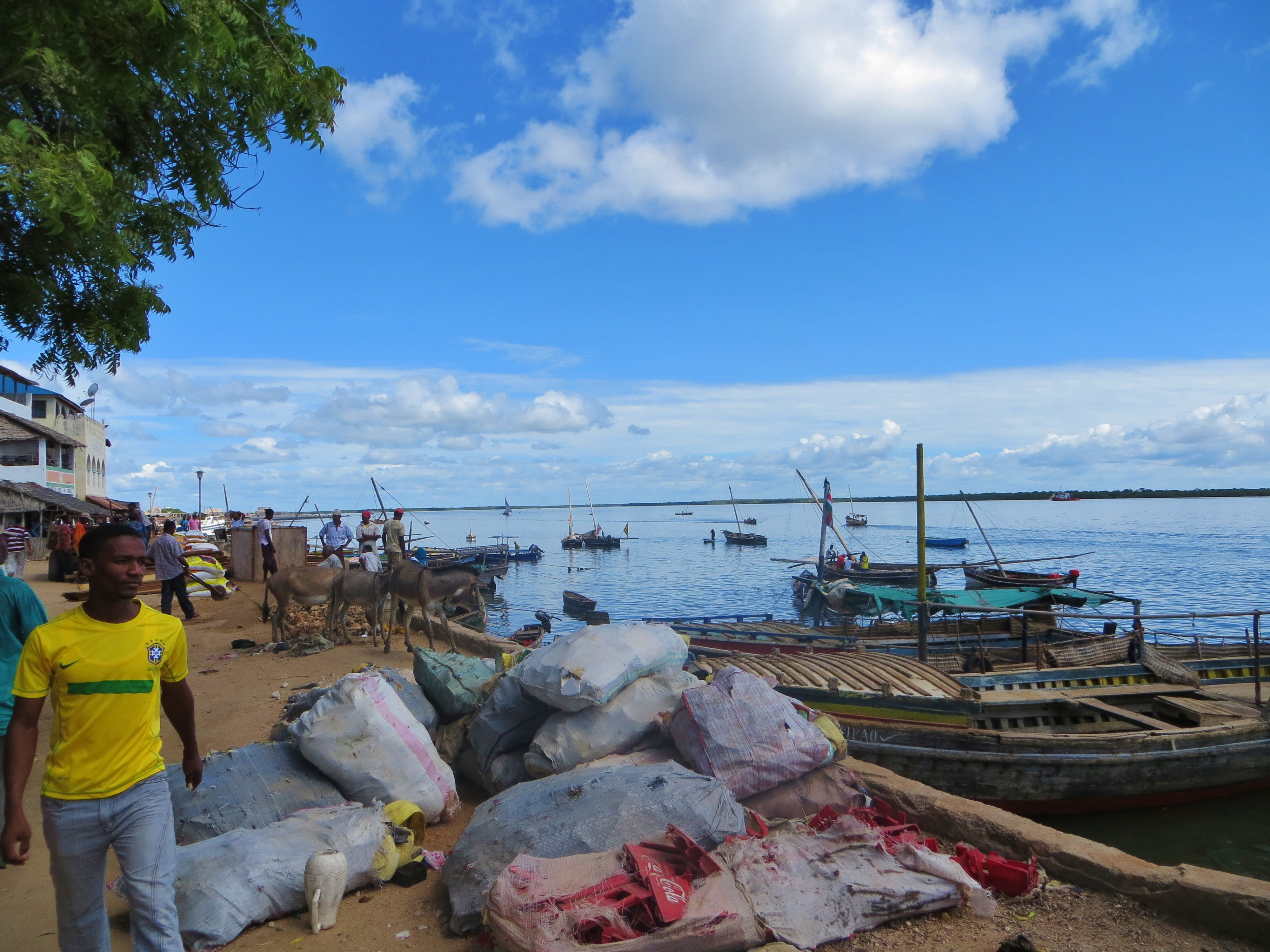
Le bord de mer de Lamu.
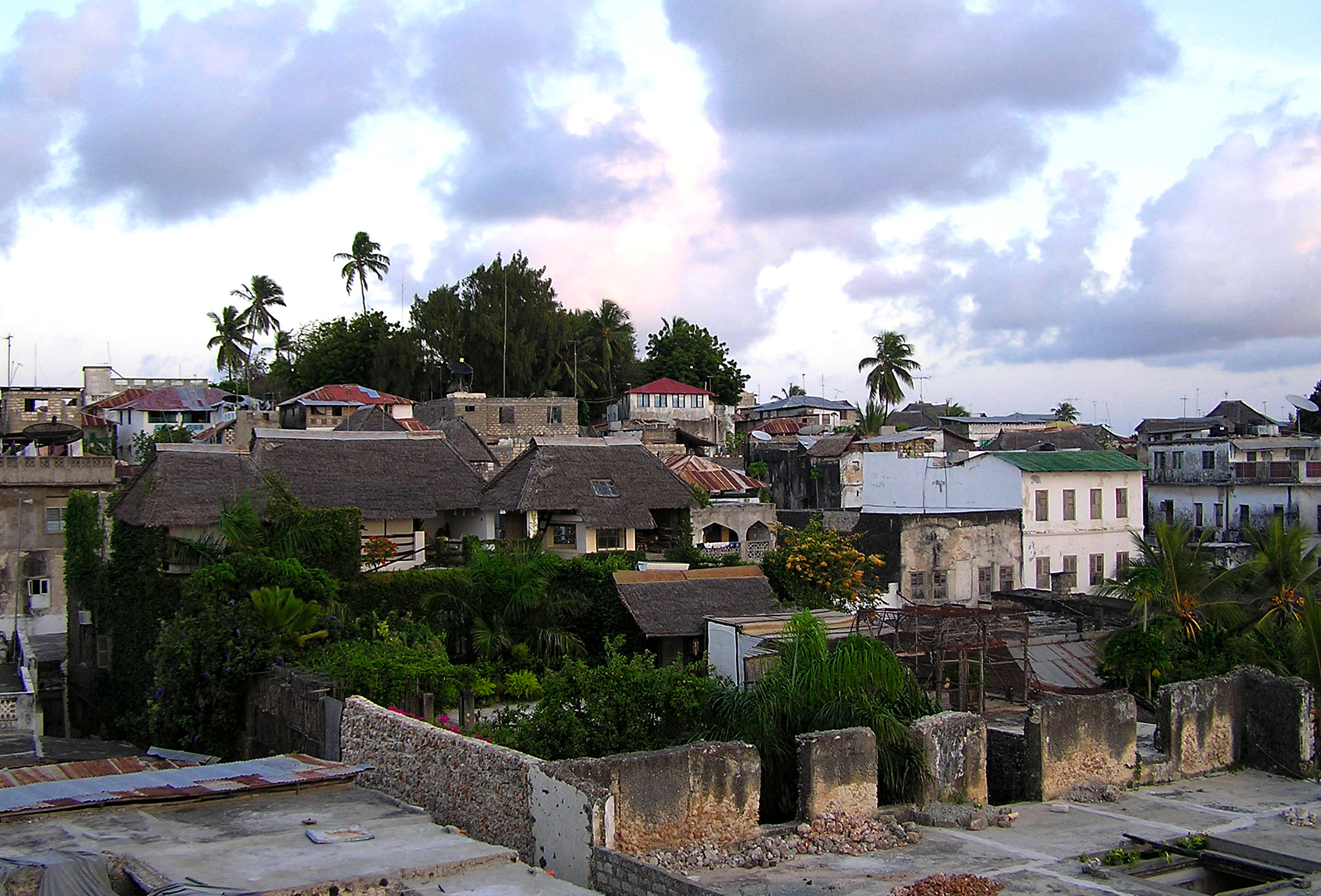
Vue de la ville de Lamu.
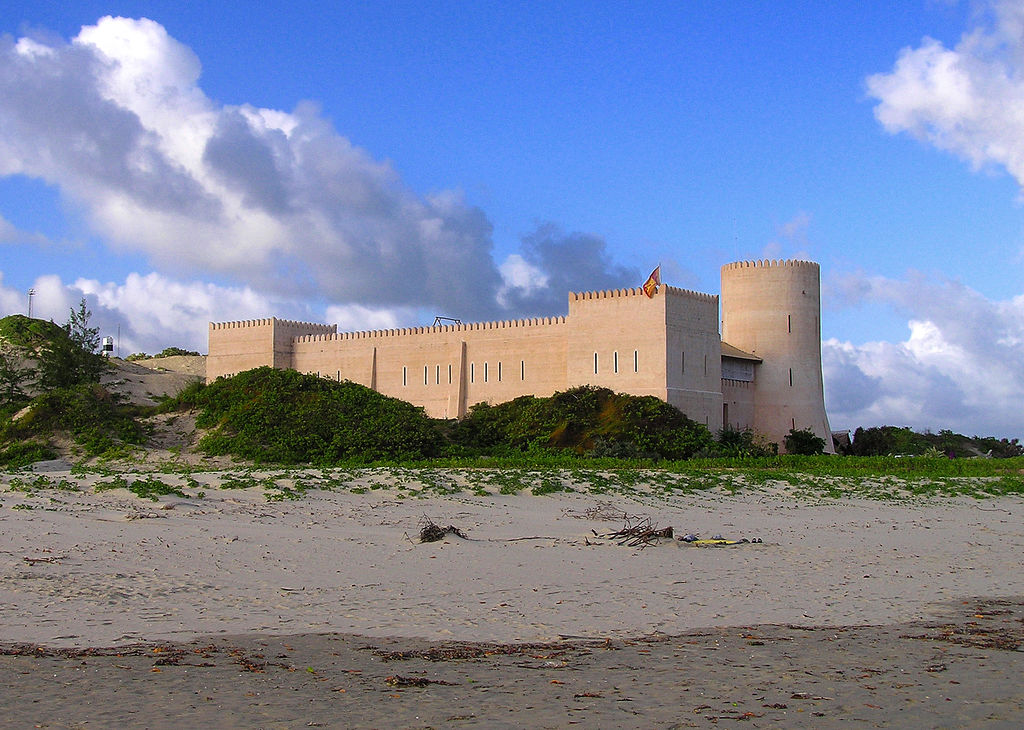
Le fort de Lamu.
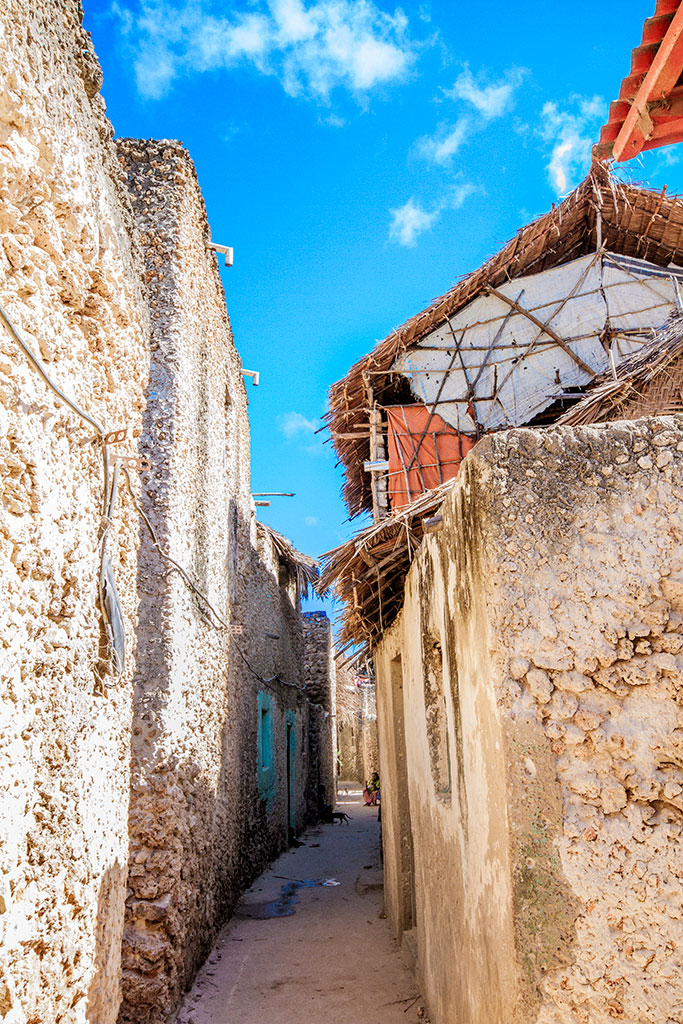
Ruelles de Pate.

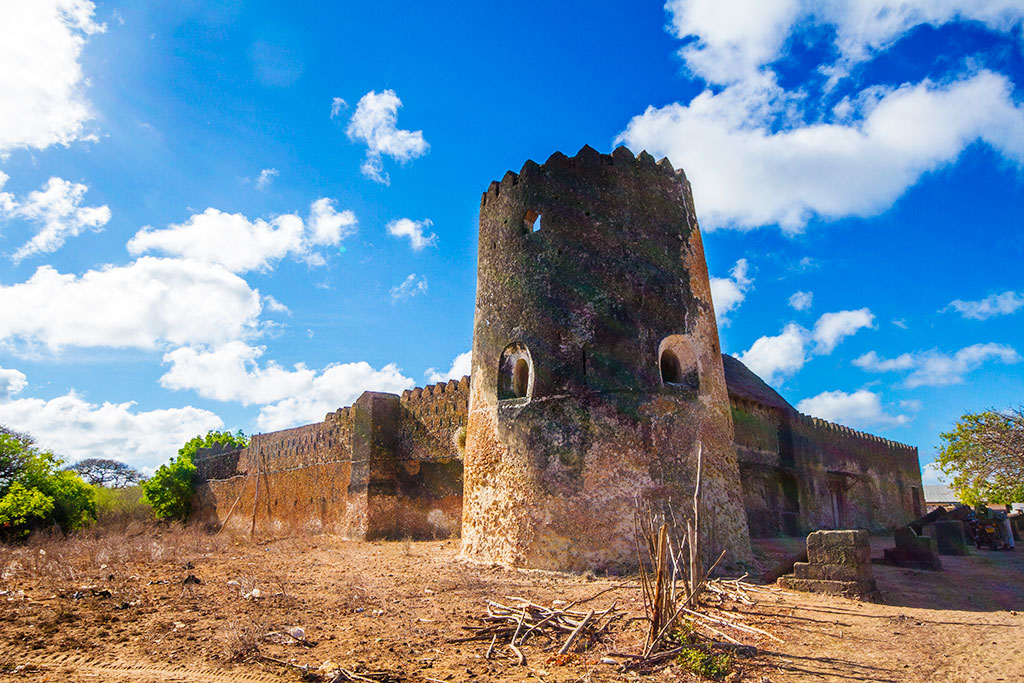
Le fort de Pate
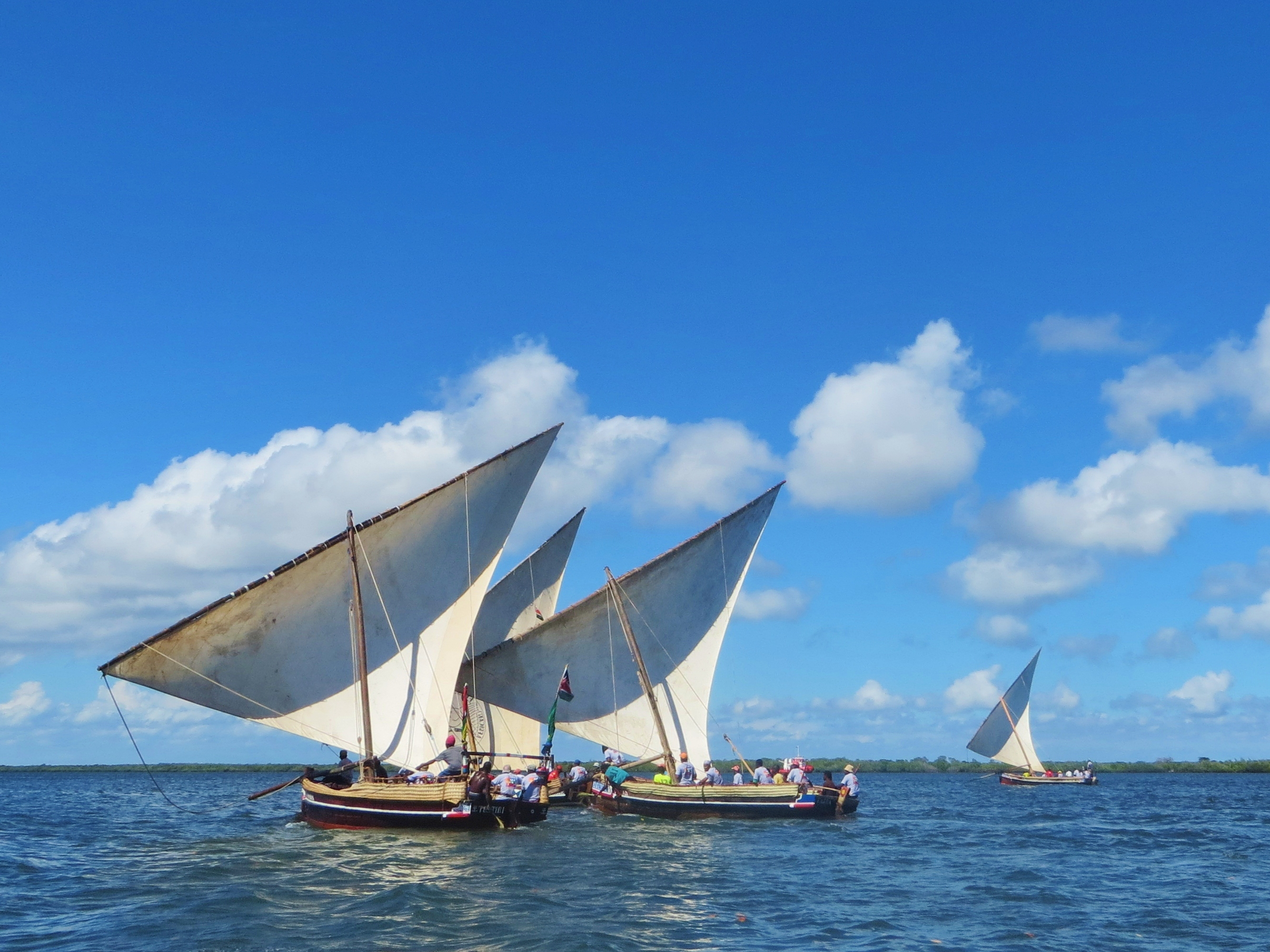
Course de boutres traditionnels lors du mawlid.
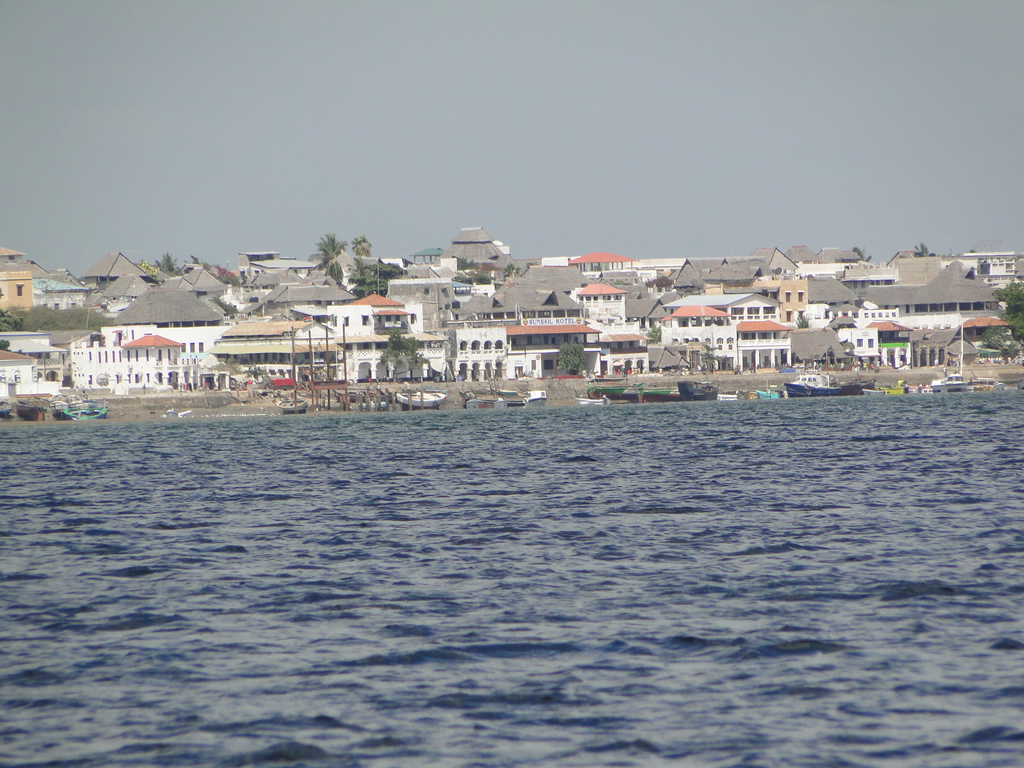
Lamu vue de la mer.
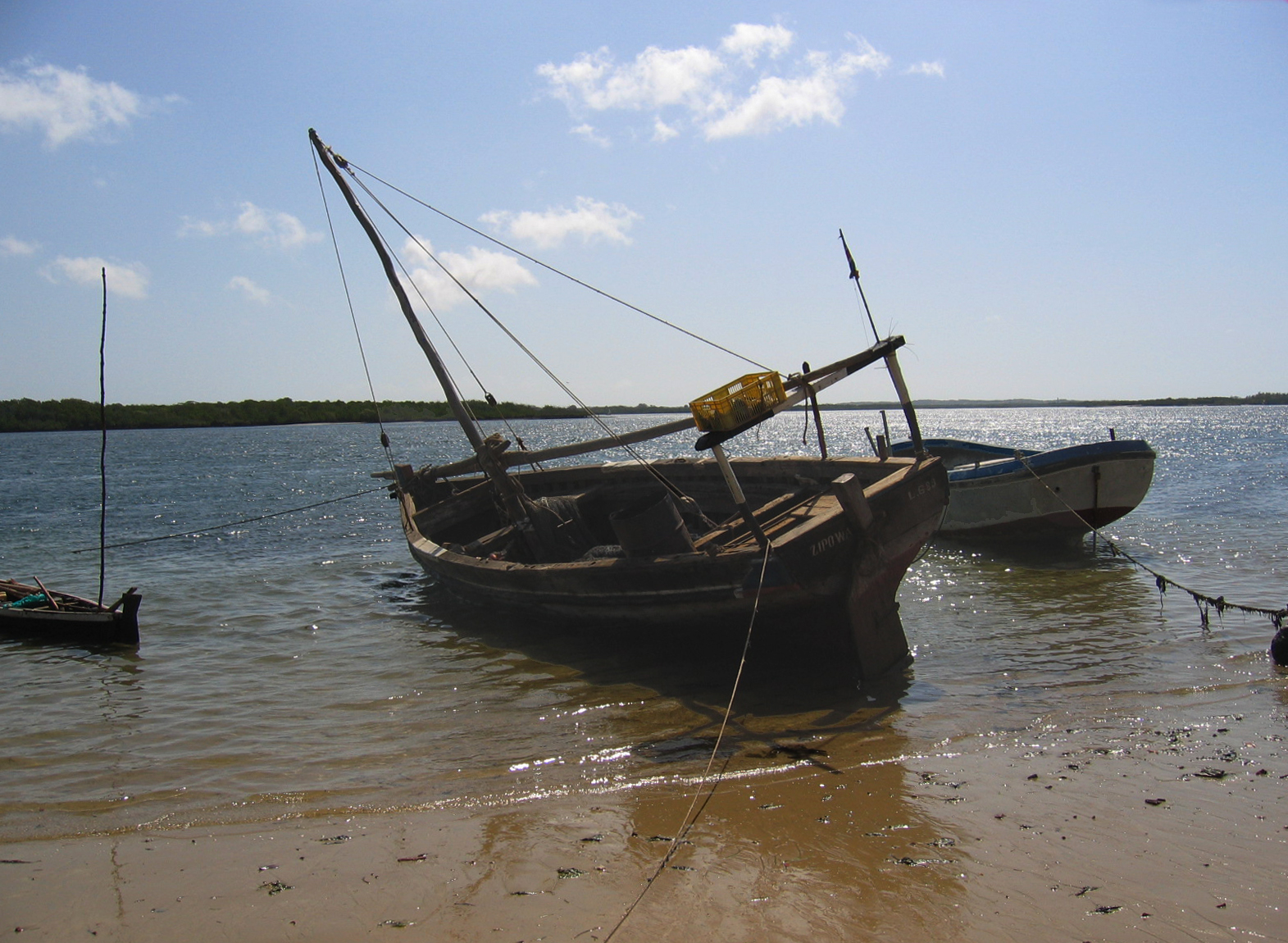
Un boutre de marins à marée basse.

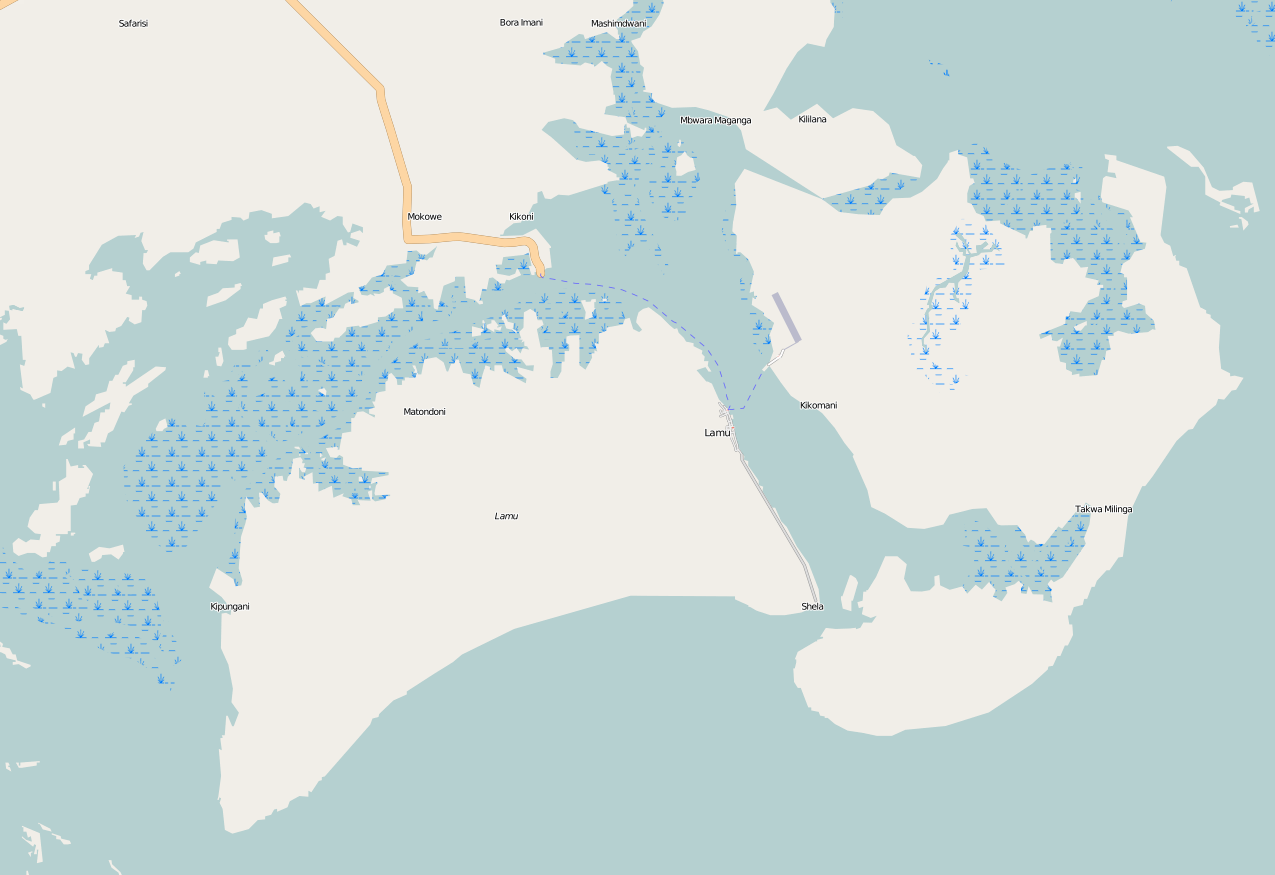
Carte de l'archipel de Lamu.